# Kathy Kinney
Kathy Kinney (* 3. November 1954 in Stevens Point, Wisconsin) ist eine US-amerikanische Schauspielerin.
Kathy Kinney kam 1976 im Alter von 23 Jahren nach New York City und fand einen Job als Sekretärin bei WCBS-TV. Während dieser Zeit legte sie schon die Grundlagen für die Rolle der Mimi Bobeck, mit der sie später in der Drew Carey Show populär werden sollte. Während dieser Zeit war sie als Stand-up-Komikerin aktiv und unterrichtete sogar Improvisationslehrgänge. Hierbei fiel sie dem Filmemacher Bill Sherwood auf, der ihr für sein Filmdrama Parting Glances eine Rolle auf den Leib schrieb. Nach diesem Erfolg ging sie nach Los Angeles, wo sie hart um kleine Rollen kämpfen musste. Seinfeld und Full House waren nur zwei ihrer Gastauftritte. Auch in einigen Kinofilmen wie Die Geister, die ich rief…, Stanley und Iris, Arachnophobia, This Boy’s Life und Mr. Jones hatte sie – zumeist kleine – Rollen.
1995 absolvierte sie einen Gastauftritt im Pilotfilm zur Drew Carey Show. Eigentlich sollte ihre Rolle nur ein einmaliger Auftritt sein, jedoch kam die Figur der Mimi Bobeck beim Publikum so gut an, dass sie ein festes Engagement erhielt. Die Rolle der Mimi Bobeck verkörperte sie auch mehrfach als Gast in anderen Fernsehserien und zweimal als Kandidatin in der US-amerikanischen Neuauflage von Der Preis ist heiß.

## Filmografie

### Filme
- 1986: Abschiedsblicke (Parting Glances)
- 1988: Der Brady-Skandal (Inherit the Wind, Fernsehfilm)
- 1988: Warum muß Wesley sterben? (Promised a Miracle, Fernsehfilm)
- 1988: Die Geister, die ich rief … (Scrooged)
- 1989: Das Bankentrio (Three Fugitives)
- 1990: Stanley & Iris
- 1990: Arachnophobia
- 1991: Tagteam (Fernsehfilm)
- 1991: Houdini & Company – Der Geist des Magiers (The Linguini Incident)
- 1992: Das Gift des Zweifels (Cruel Doubt, Zweiteiler)
- 1993: This Boy’s Life
- 1993: Mr. Jones
- 1995: Runway One (Fernsehfilm)
- 2000: Picking up the Pieces – Ich habe doch nur meine Frau zerlegt (Picking Up the Pieces)
- 2000: Lost in the Pershing Point Hotel
- 2000: Behind the Seams
- 2001: Rock & Roll Back to School Special (Fernsehfilm)
- 2002: A Scooby-Doo! Christmas (Kurzfilm)
- 2004: Al Roach: Private Insectigator (Kurzfilm)
- 2005: Lenny, der Wunderhund (Lenny the Wonder Dog)
- 2010: Starter Home (Kurzfilm)

### Fernsehserien
- 1989–1990: Newhart (9 Folgen)
- 1990: Grand (eine Folge)
- 1991: Dream On (eine Folge)
- 1992: Die Larry Sanders Show (The Larry Sanders Show, eine Folge)
- 1992: Eine starke Familie (Step by Step, eine Folge)
- 1993: Seinfeld (eine Folge)
- 1993: Fallen Angels (eine Folge)
- 1994: Bakersfield P.D. (eine Folge)
- 1995: Full House (eine Folge)
- 1995: Das Leben und Ich (Boy Meets World, eine Folge)
- 1995: Grace (Grace Under Fire, eine Folge)
- 1995–2004: Die Drew Carey Show (The Drew Carey Show, 233 Folgen)
- 1996: Superman – Die Abenteuer von Lois & Clark (Lois & Clark: The New Adventures of Superman, eine Folge)
- 1997: Mit Herz und Scherz (Coach, eine Folge)
- 1998: General Hospital (eine Folge)
- 1998: The Brian Benben Show (eine Folge)
- 1998: Ein Trio zum Anbeißen (Two Guys, a Girl and a Pizza Place, eine Folge)
- 1998–1999: ABC TGIF (2 Folgen)
- 1999: Chicken Soup for the Soul (eine Folge)
- 1999: Allein unter Nachbarn (The Hughleys, eine Folge)
- 1999–2000: The Norm Show (2 Folgen)
- 1999–2001: Big Guy and Rusty the Boy Robot (26 Folgen, Stimme)
- 2001: Nikki (eine Folge)
- 2002: 3-South (eine Folge, Stimme)
- 2002: Scooby-Doo! (eine Folge, Stimme)
- 2003: Fillmore! (eine Folge, Stimme)
- 2003: CatDog (eine Folge, Stimme)
- 2007: My Name Is Earl (3 Folgen)
- 2009–2011: Die Pinguine aus Madagascar (The Penguins of Madagascar, 2 Folgen, Stimme)
- 2009–2013: The Secret Life of the American Teenager (33 Folgen)
- 2011: Working Class (eine Folge)
- 2011: Love Bites (eine Folge)
- 2016: Baby Daddy (eine Folge)
- 2019: American Housewife (eine Folge)